# Rabaul (volcan)
Pour les articles homonymes, voir Rabaul (homonymie).
Le Rabaul est un volcan de Papouasie-Nouvelle-Guinée situé sur l'île de Nouvelle-Bretagne et constitué d'une caldeira à demi-ouverte sur la mer. Cette caldeira forme un port naturel qui abrite Rabaul, ville abandonnée et détruite à la suite de l'éruption de 1994. Plusieurs bouches éruptives du volcan formant des cônes volcaniques, dont le Vulcan et le Tavurvur, se situent sur le pourtour de la caldeira.

## Géographie

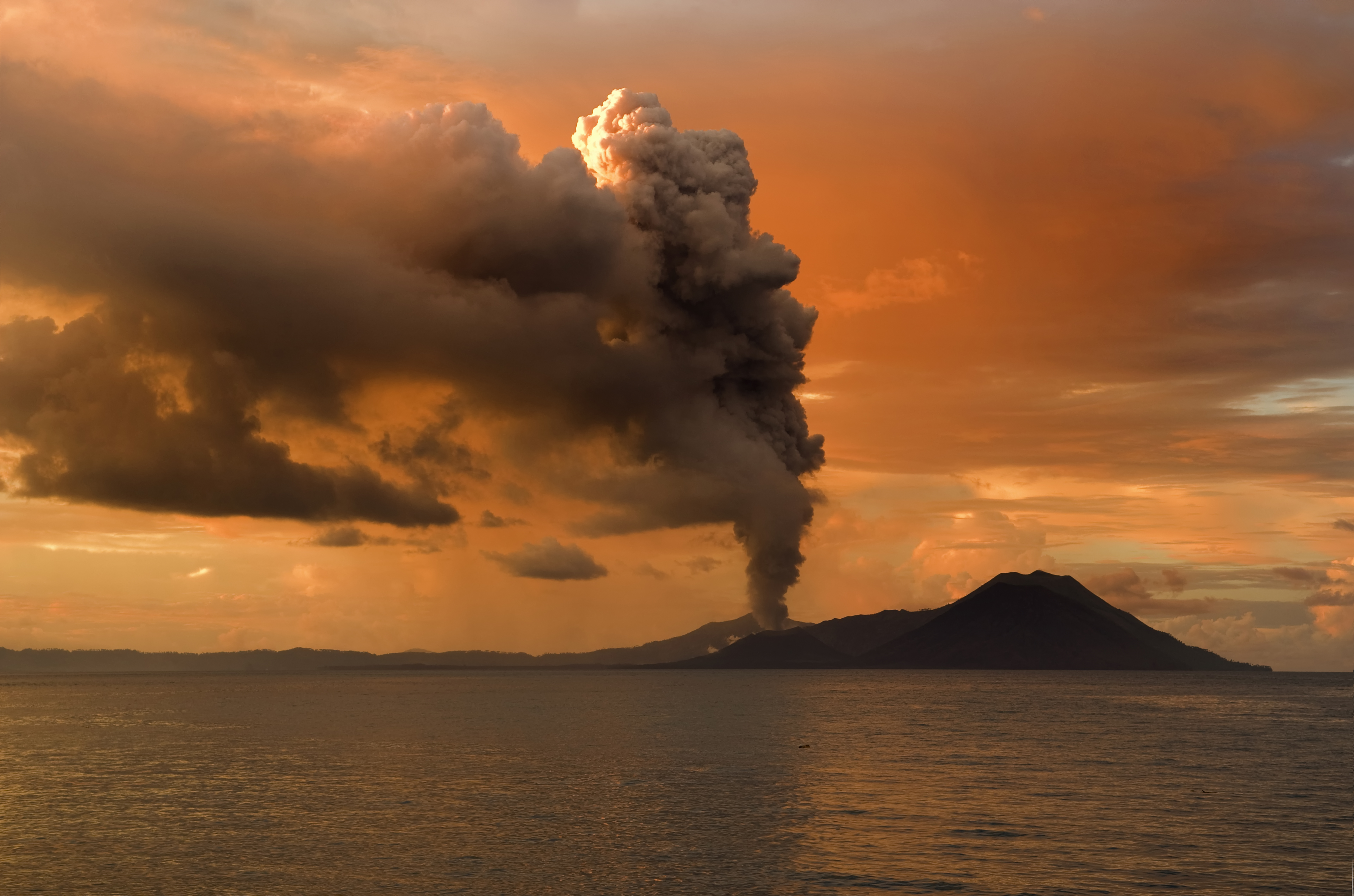
Vue du Tavurvur en éruption en février 2009.

Le Rabaul se trouve en Océanie, dans le nord-est de la Papouasie-Nouvelle-Guinée, à l'extrémité de la péninsule de Gazelle qui forme la partie septentrionale de l'île de Nouvelle-Bretagne.
Le volcan se présente sous la forme d'une caldeira polylobée de forme elliptique de huit kilomètres de largeur pour quatorze kilomètres de longueur et ouverte sur la mer de Bismarck par le rebord sud-est. Elle constitue ainsi la baie Blanche qui a permis l'établissement de la ville de Rabaul au fond de ce port naturel, ancienne capitale coloniale et actuellement ville partiellement désertée et détruite à la suite des récentes éruptions du volcan. Sur le pourtour de la caldeira se trouvent plusieurs cônes volcaniques dont le Tavurvur et le Vulcan, les deux actifs,. L'ensemble volcanique culmine à 688 mètres d'altitude au Kombiu, un stratovolcan.
La lave émise par le volcan, de nature basaltique à dacitique, produit des éruptions explosives se traduisant généralement par des panaches volcaniques, des pluies de cendres, des nuées ardentes, des coulées de lave, des lahars et parfois des tsunamis. Ces phénomènes ont déjà entraîné des destructions, des blessés et des morts, notamment dans la ville de Rabaul toute proche.

## Histoire
La caldeira actuelle s'est formée en plusieurs étapes marquées par d'importantes éruptions explosives,. C'est le cas de celle de 540 av. J.-C. et de celle d'il y a 1 400 ans environ avec l'envahissement par la mer de la dépression pour former la baie actuelle.
Depuis, l'activité volcanique se déroule principalement en deux endroits du rebord de la caldeira avec l'édification des cônes du Tavurvur et du Vulcan situés de part et d'autre de la baie. La première de ces éruptions observées par les Européens est celle de 1767 et treize autres éruptions se sont produites, la dernière étant en cours depuis le 29 juillet 2011, avec parfois des morts et des destructions. L'éruption du 19 septembre 1994 au 16 avril 1995, qui s'est traduite par des explosions, des nuées ardentes et des coulées de lave émises simultanément depuis le Tavurvur et le Vulcan, a conduit à l'évacuation et à la destruction de la ville de Rabaul en raison des pluies de cendres, des lahars et des tsunamis.
Seules deux autres éruptions ne se sont pas produites au niveau de ces bouches éruptives : celle du XVe siècle l'a été sur le Rabalanakia et celle de 1850 a formé le Sulfur Creek.
Le vendredi 29 août 2014, les monts Vulcan et Tavurvur entrent en éruption provocant l'évacuation des villages alentour. Selon le Centre d'observation des cendres volcaniques de Darwin en Australie, le nuage de cendres se propage en direction du sud-est vers les Îles Salomon et vers l'archipel du Vanuatu.

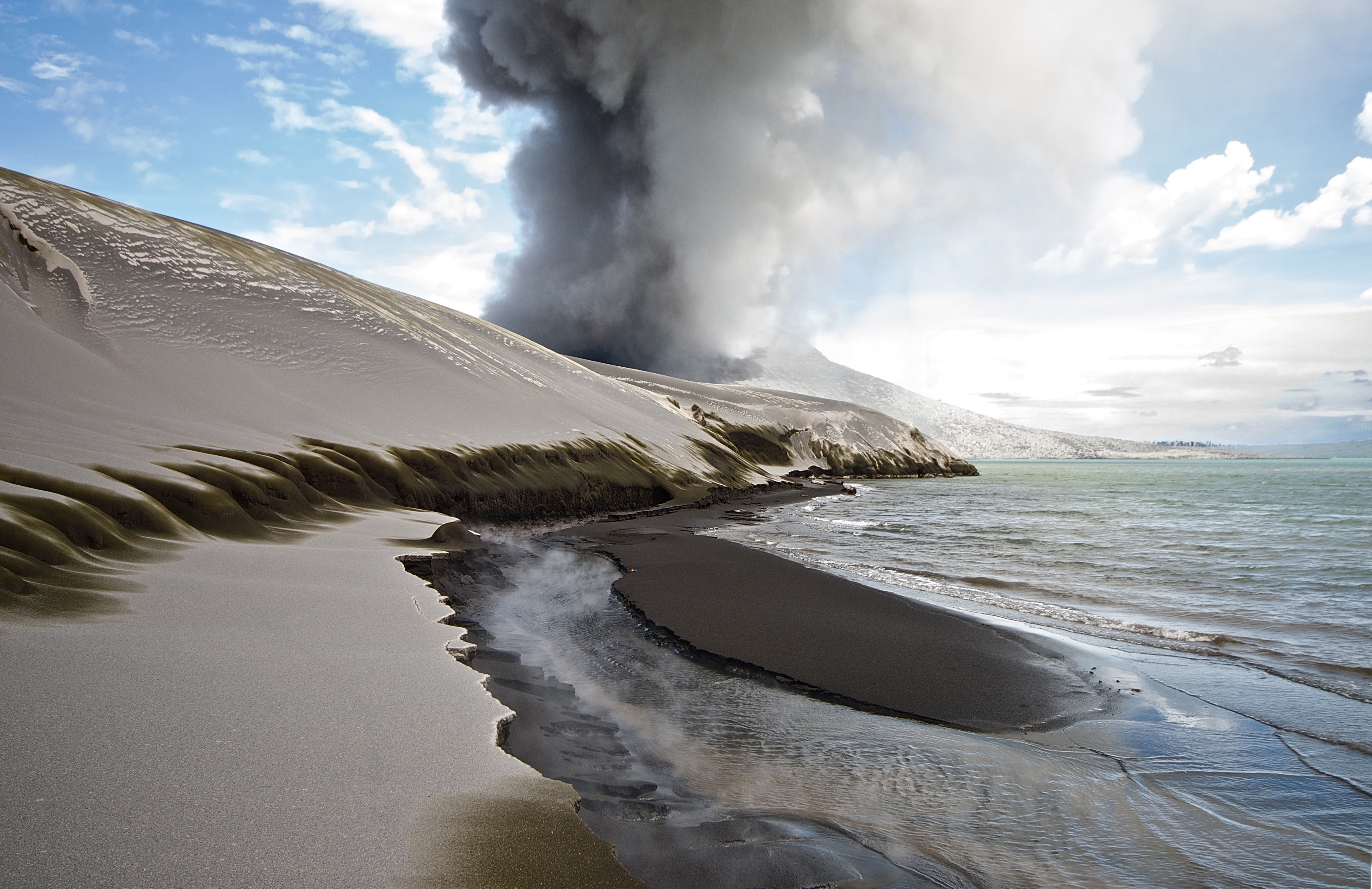
Plage et dune de cendre volcanique au pied du Tavurvur masqué par un panache volcanique.